# Shiojiri
Shiojiri (jap. 塩尻市, -shi) ist eine Stadt im Zentrum der Präfektur Nagano auf der japanischen Hauptinsel Honshū.

## Geschichte
Shiojiri wurde am 1. April 1959 gegründet.
Die Stadt war eine Poststation (宿場町 Shukuba-machi) der Nakasendō während der Edo-Zeit.

## Verkehr

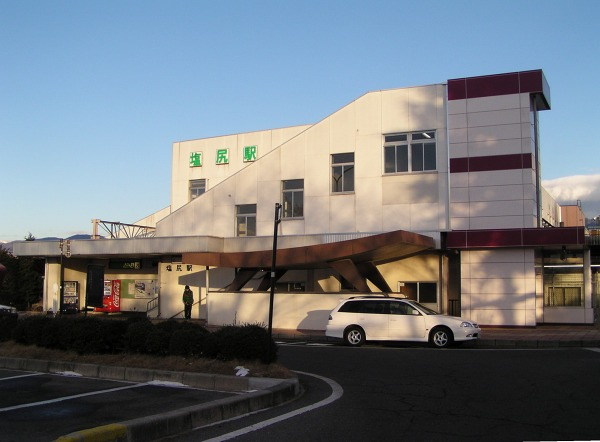
Bahnhof Shiojiri

Shiojiri ist über die Nagano-Autobahn, die Nationalstraße 19 von Nagano nach Nagoya und die Nationalstraße 20 nach Tokio erreichbar, ebenso über die Nationalstraßen 153 und 361. Der Bahnhof Shiojiri ist ein bedeutender Verkehrsknotenpunkt an der Chūō-Hauptlinie von Tokio nach Nagoya, an der die Shinonoi-Linie nach Nagano abzweigt.

## Städtepartnerschaften

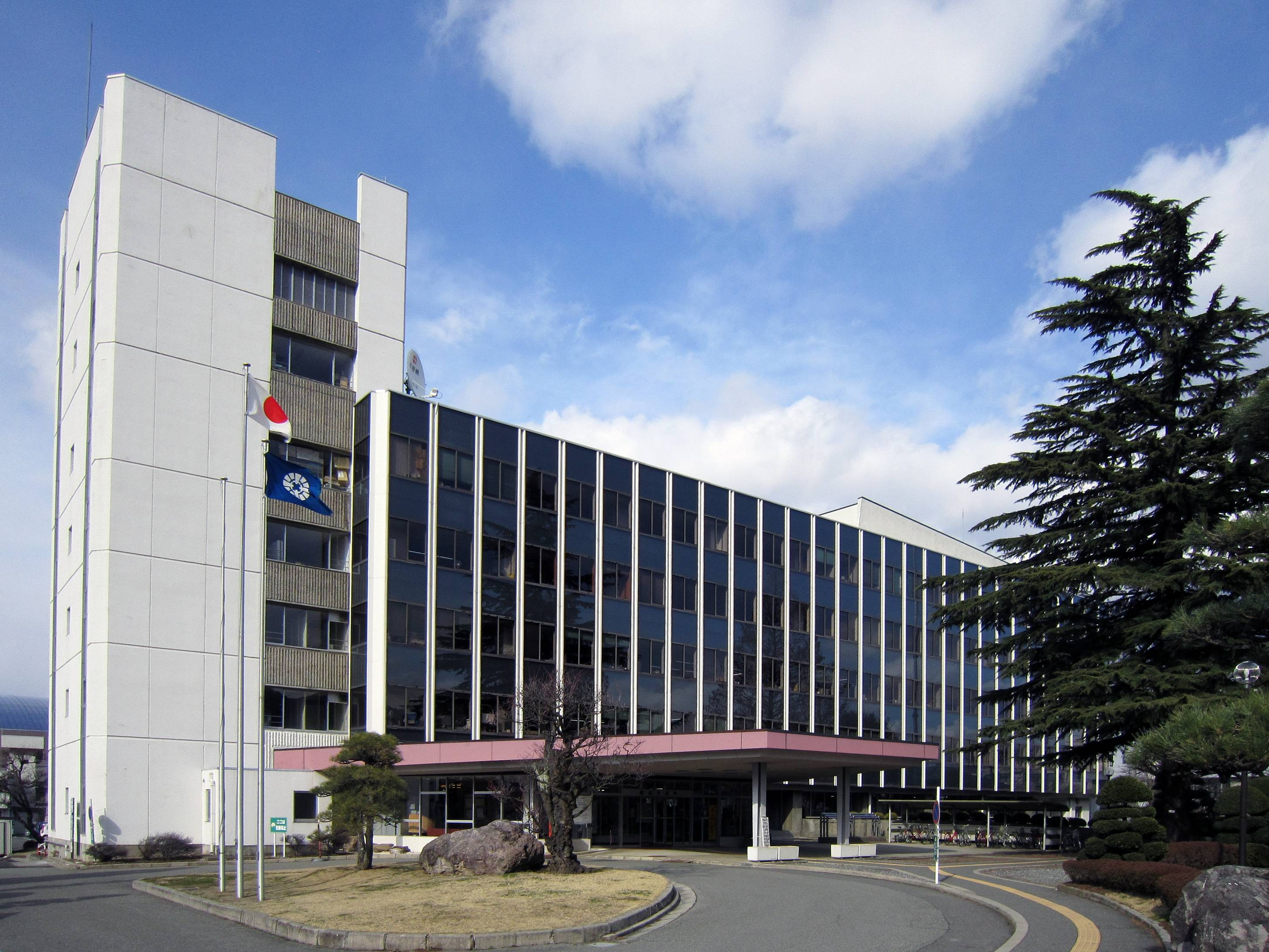
Rathaus

- Mishawaka (Indiana, Vereinigte Staaten)

## Angrenzende Städte und Gemeinden
- Matsumoto
- Okaya
- Ina (Nagano)
- Minamiminowa (Nagano)

## Persönlichkeiten
- Kenta Komatsu (* 1988), Fußballspieler